# ガラパゴス化
ガラパゴス化（ガラパゴスか）とは、日本のビジネス用語のひとつで、孤立した環境（日本市場）で製品やサービスの最適化が著しく進行すると、外部（外国）の製品との互換性を失い孤立して取り残されるだけでなく、適応性（汎用性）と生存能力（低価格）の高い製品や技術が外部から導入され、最終的に淘汰される危険に陥るという、進化論におけるガラパゴス諸島の生態系になぞらえた警句である。ガラパゴス現象、ガラパゴス症候群ともいう。国内向け製品・サービスに特化した進化を遂げた産業分野だけでなく政治分野にも使用される事が有る。

## ガラパゴス化の背景
この国際競争の側面における言葉の背景としては、オープンソースであっても独自様式に流れがちなエンジニア や、日本市場で独自の進化を遂げた携帯電話が世界標準からかけ離れてしまう現象 を指すため代名詞的に用いられていた。同時期に生まれた言葉として「パラダイス鎖国」が挙げられる。
ガラパゴス化というキーワードが正確にいつごろ発生したのか定かではないが、2004年11月30日に行われた「Open Source Way 2004」で、当時VA Linux Systems Japanのマーケティング部長・OSDNユニットのユニット長の佐渡秀治が、講演「OSS界のガラパゴス諸島、ニッポン」の中で、言語の障壁に由来する日本人のオープンソースソフトウェアに対する姿勢について述べる際に「ガラパゴス」の表現を使用したことがきっかけではないかとされている。総務省が2006年10月より開催したICT国際競争力懇談会 および、そのWG（ワーキング・グループ）では、小野寺正が野村総合研究所のNRI知的資産創造2006年11月号に北俊一が寄稿した論文「携帯電話産業の国際競争力強化への道筋－ケータイ大国日本が創造する世界羨望のICT生態系－」を取り上げたことにより、この記述が議事要旨 および最終とりまとめ で活字化され、携帯電話関係者の間ではある程度認識される用語となった。
その後、2007年12月の、野村総合研究所2015年プロジェクトチームのコメント や著作『2015年の日本 －新たな「開国」の時代へ－』 でも述べられ、より一般に広まった。
書籍では、非製造業が公的制度・商慣行面で日本市場に最適化している現状を「ガラパゴス化現象」と表現し、そこからの脱却（地域社会の開国、いわゆるグローバル化）を説いている。

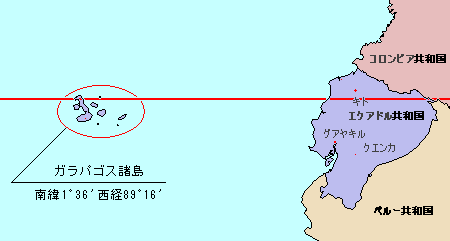
ガラパゴス諸島の位置。大陸からおよそ900キロ離れたガラパゴス諸島では、独自の生態系が発達した。

野村総合研究所オピニオン は、以下のように定義づけている。
1. 日本国内には、独特な環境（高度なニーズや規制など）に基づいた財・サービスの市場が存在する
2. 海外では日本国内とは異なる品質や機能の市場が存在する
3. 日本国内の市場が独自の進化を遂げている間に、海外市場では「デファクトスタンダード」の仕様が決まる[注釈 1]
4. 気がついた時には、世界の動きから大きく取り残される

野村総研が例に挙げたのは、上記の携帯電話、Felica方式非接触ICカード、ISDB方式地上デジタル放送、建設業である。さらに書籍『ガラパゴス化する日本の製造業 産業構造を破壊するアジア企業の脅威』（2008年）も出版され、一般に広まった。

## ガラパゴス化の傾向
十分に大きく単独で成立する、特異性の強い市場の存在が前提となる。この市場内で成功する戦略として、ローカルなニーズに基づいた独自進化の推進が考えられ、特化した高水準の製品やサービスが誕生する。一方でこれとは逆に、より多くの市場のニーズを同時に必要十分満たすという戦略も成り立つ。世界的に無視できないシェアを得れば、事実上の標準となる可能性が出てくる。
このとき、高水準の少数派は低水準の多数派に対し、規格争いで不利となる。日本に限らず、各国独自のレギュレーション（法律・規格・法規など）を背景に消費者のニーズが生まれている例も多く、日本においては発泡酒や第三のビール、アルコール分（度数）が39%以下の国産オリジナルウイスキー（ハイニッカ・サントリーレッド・エクストラを除くトリスウイスキーシリーズ、ブラックニッカクリア等）、小型自動車（サイズL4.7xW1.7m・排気量2L以下（ガソリンのみ）のいわゆる4/5ナンバー車）、軽自動車などがある。しかし、国際規格（デジュリスタンダード）は、日本独自のニーズとは別に存在しており、規制回避に特化した技術には競争力がない。ただしその一方で、国内規格の自動車が輸出または現地生産されているように、商品そのものに競争力があれば問題はない。
全体の傾向としては、日本独自（あるいは一社だけの）の規格を採用したり、日本（人）固有（日本語や日本文化、日本の環境・レギュレーションなど）のニーズに基づいて商品を開発したりすることで日本の消費者を囲い込む。1億人強しかいない日本市場での消費者を取り込んでいるという状況にあるので、顧客一人あたりの単価を上げることが追求され、高性能・多機能・高価格化が起こる。日本国外からの参入が阻まれ、一定の利益は上がるが、同じ商品で世界市場に参入することは困難な状況に陥る。その一方で、世界市場で営業を展開するグローバル商品は、万人受けを目指した結果国内市場の独特のニーズを満たさないうえ、サポート体制が脆弱なために日本国内での競争力がない。
しかし時間が経過すると日本の製品は日本市場に封じ込められ、ニッチ的な高機能・高コスト化を強いられるなか、海外製品は世界市場での切磋琢磨と生産力の増強から最終的に国内製品の機能を代替できるものとなり、グローバルモデルが（全部ではないにしても一定数の）日本人の要求も満たすようになってくる。対抗して開国・国際化が目指されるものの、実態としては英語化と英米ルールに従うことが政策課題とされ、英語使用が手段ではなく目的化し、視野の狭いものになる。このタイミングでグローバルモデルのサポート体制が日本国内でも整えられると｢安くて高性能、日本語にも対応｣の海外製のグローバルモデルが一気に流入し、それに太刀打ちできない日本独自仕様製品の敗北という結末に結びつく。
コンテンツ分野におけるガラパゴス化については、かつての浮世絵のように日本市場の中で培われた独特の表現が魅力になることもあり、その典型例が漫画、アニメ、テレビゲーム、特撮などである。こうしたものは日本人にすら理解しがたい「内輪受け」的な記号に満ちており、ある種「ガラパゴス化」の極北だが、こうした作品が世界各国に輸出されファンを得たことで、海外のオタクが生まれている。任天堂から発売されたゲーム機のニンテンドーDSやWii、Nintendo Switchのように国際的な「デファクト」として成功しうるのであれば、国内独自規格であることが必ずしもただちに不利ではないという主張もある。ガラパゴス化という語を肯定的に使う内田樹や五木寛之のような文化人もいる。

## 工業製品・規格のガラパゴス化

### パーソナルコンピュータ
1980年代後半の世界各国では、IBMが開発したPC/ATのソフトウェアや周辺機器をそのまま利用できるように開発されたPC/AT互換機がそれまでのパソコンと比べて大幅に安価であったことから、パーソナルコンピュータ（パソコン）の業界標準として普及していた。しかし日本語表示のできないPC/AT互換機は日本ではほとんど売れず、日本では世界でPC/AT互換機が普及するまでの時期と同様、各メーカが独自に設計したアーキテクチャのパソコンが普及していた。
日本国内では、圧倒的シェアを占めていた日本電気(NEC)のPC-9800シリーズや、シャープのX68000、富士通のFM TOWNSなどが主流であった。これらは日本語の表示（フォント）データをハードウェアに組み込むことによって日本語の表示と入力の効率を高めるなど、日本独特のニーズに応える商品開発を行っていたが、この結果、日本のパソコンは1990年代初頭にはPC/AT互換機との価格差が顕著となった。
PC/AT互換機に日本語表示グラフィックボード（JEGAボード）を内蔵したAX機、海外製のパソコンではソフトウェアのみで日本語の表示と入力（ソフトウェアIME）を実現したMacintoshも存在したが、日本で利用されるソフトウェアのほとんどが上記の三大パソコン向けに開発されるため利用したいソフトがなかったり、流通が少なかったり、日本語に対応したソフトウェアが高価であったことから普及は進まなかった。
ところが、1990年代に入ると、PC/AT互換機においてもパソコンの高速化とDOS/Vの登場により、ソフトウェアのみでの日本語表示が実用化された。これにより、安価で高性能なPC/AT互換機が一気に日本市場に流れ込んできた。また、WindowsはあくまでPC/AT互換機を基本に設計しているため、PC-9800シリーズでの対応は次第に困難となり、NECからもPC/AT互換機のPC98-NXシリーズが発表されるに及んで、PC-9801より続いた独自アーキテクチャは幕を引くことになった。
メーカー側の衰退に加えユーザー側のパソコン離れも激しく、PISA2018では調査対象国（OECD各国）で唯一パソコンの利用率が低下（PISA2009比）、学校での使用率は最下位になるなど、零落が著しい。

#### 親指シフトキーボード
1980年代、日本語ワードプロセッサーが家電メーカーから多数発売されたが、富士通は、自社のOASYSシリーズにおいて、JISキーボードのほかに、親指シフトキーボードと呼ばれる独自のキー配列のモデルを投入した。「かな入力方式」なので高速に入力でき、小指シフトをつかわないので腱鞘炎になりにくいので作家などの愛好家が多い。しかしローマ字入力方式が広く普及したことと、国が定めるJISに採用されなかったことから普及しなかった。2020年まで富士通が生産し続けてきたが、2021年5月で終了する。

#### ミニテル
ミニテルはフランスのビデオテックスシステムであり、同国内で「ネット普及を遅らせるほど成功した」と言われ、その功罪が議論になっている。

### 携帯電話

#### 日本における携帯電話

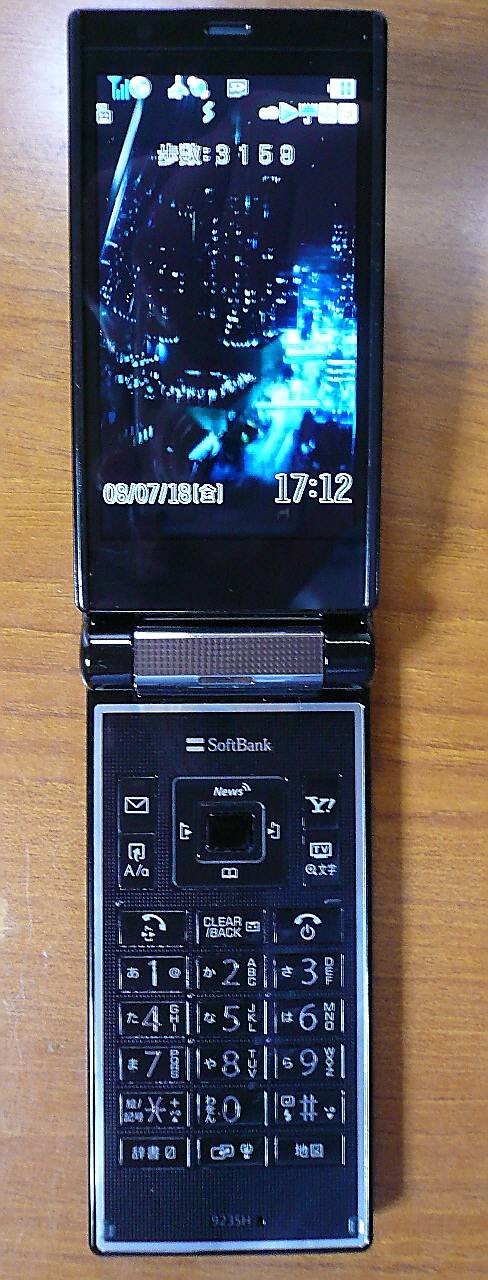
SoftBank 923SH。のちに「ガラパゴスケータイ」（ガラケー）と呼ばれる超高機能携帯電話の例。日本でiPhoneが発売された2008年7月当時のフラッグシップモデルだった。

日本における携帯電話は、その初期から世界最先端の独自技術を多く採用し、その性能や機能は世界最高水準であった。しかし、日本の携帯電話は海外市場ではほとんど売れず、その特異現象からガラパゴス化という用語が生まれた。
まず、日本の携帯電話のガラパゴス化の背景として、電電公社の影響や、携帯電話の普及と発展を奨励するためとられた産業政策が挙げられる。たとえば、欧米の多くの国では携帯電話の通話に使われる周波数は国家がその使用権を競売にかけ、その収益を国の財源とする方式をとったが、日本においては携帯電話の通話に使う周波数を国が無償で携帯電話事業者に貸与する政策がとられた。海外の携帯電話事業者は周波数の獲得に数百億円もの費用を費やさねばならなかったため、そのぶん技術開発および価格戦略において日本に大いに遅れをとったが、このような費用負担のない日本の携帯電話事業者は、その浮いた費用を携帯電話網の設備更新や端末販売奨励金の原資に費やすことができ、日本では最先端の携帯規格や技術が世界に先駆けて普及し、通信事業各社が独自の規格を開発しその設置および普及につとめるという現象が起きた。
しかしながら日本においては、業界優遇政策の一環として携帯事業者による消費者の囲い込みが長らく許容されていた。独占禁止法や公正取引規制によって消費者の選択の自由を保護する政策を採用した国では、番号ポータビリティ（MNP）により契約変更後も電話番号を変える必要がなかっただけでなく、SIMロック解除やSIMフリー端末も早々と普及していた（日本でのMNPの導入は2006年10月、SIMロック解除は2010年代に順次開始。ただしSIMロックが諸外国にないということはない）。
そのため、諸外国では日本に比して携帯電話端末および通話サービスの選択の自由があるところが多く、プリペイドなどの携帯サービスも充実していた。日本はこのように消費者の権益を守る法的整備を欠いたため、携帯電話事業者がキャリアメール、SIMロック端末、独自コンテンツサービス、◯年縛りのような契約方式など、さまざまな障壁を積み重ねることによって消費者を強固に囲い込むことが可能であり、当時最先端の携帯電話ネット機能（携帯電話IP接続サービス）と引き換えに、結果として既存顧客の流動性が極端に低い状態に陥った。
このような背景のもと、それぞれの通話業者は顧客一人からの月間収入（アベレージ・レベニュー・パー・ユーザ、ARPU）を上げて利益を上げるため高度で多機能なサービスを提供する一方で、ARPUの低いサービスなどは廃止もしくは縮小されていく。さらに通信事業者が消費者を強力に囲い込んでいるため、携帯電話メーカーが通信事業者に従属するという状態の中で、メーカーは携帯電話事業者の要望に沿い、多機能だが世界的には類を見ず、互換性の低い一社専用ハイエンド携帯電話（異キャリアでもほとんど仕様が同じである兄弟機種は存在する）、後に言うところのガラパゴスケータイに重点をおいて開発することとなり、日本国内の電話仕様は、世界的な標準とは大幅に乖離していく。
一方で、海外では周波数獲得に膨大な費用がかかることや、消費者の流動性がきわめて高い状態にあったなどの事情から、設備投資と開発費を節約するため通信の規格統一がいち早く行われる。特に通話品質などでは劣るが比較的にコストが安価であるGSM陣営側では、通信基本仕様は、GSMでGCF（グローバル・サーテフィケーション・フォーラム）をパスする、データ仕様はOMA（オープンモバイルアライアンス）仕様準拠というのがスタンダードで、その標準仕様からそれぞれの事業者に応じたカスタマイズが可能であったため、短期間でGSMは事実上の世界標準となる。しかし日本は独自のPDC方式による独自の端末やサービスが普及していたことで、海外の携帯電話機メーカーと携帯電話事業者の日本進出を阻むとともに、日本の携帯電話機メーカーにとっても世界進出が困難となっていた。このような世界市場との隔絶および日本市場の規模の小ささ（年間4000万台程度の端末需要を事業者がさらに分割して専用電話の開発が必要）から、モトローラ、ノキア、ボーダフォンといったグローバル市場を重要視する企業では、日本から撤退する動きが続き、そのことが一層ガラパゴス化の進展を促進した。一方海外のメーカーでも、サムスン電子、LGエレクトロニクス、ファーウェイ、ZTE、パンテックなどのメーカーは日本の通信キャリアに合わせた端末を販売していた。

#### 携帯電話などの通信規格競争
携帯電話の通信規格の分野においては、アナログ方式である1Gでは各国独自の規格が展開されていたが、日本国内において2G以降、日本独自規格であるPDCに対し米国独自規格のcdmaOneが流入し競争となった。また同時期、世界でのデファクト（欧州におけるデジュリ）はGSMであった。3G以降はIMT-2000として国際規格化（真のデジュリ）化が図られ、日本独自規格はほぼ一掃された。
3GにおいてはW-CDMAが世界でデファクト化したが、これは欧州の携帯電話事業者と日本のNTTドコモが主導した規格である。米国由来のCDMA2000と派生規格は日本国内でも3.5Gまでは採用されたが、3.9G以降は方式に差異こそあれLTEにほぼ収斂した。
簡易携帯電話としてスタートしたPHS（公衆モード）も日本独自規格であり、高度化PHS、次世代PHS（XGP:eXtended Global Platform）、AXGPと独自の進化を遂げたが、PHS（公衆モード）が中国、台湾で一部普及しただけであり（いずれもサービス終了）、日本でもPHS（公衆モード）および高度化PHSが2018年3月で新規契約受付終了となり、XGPはITU-R M.1801に採用されたがほとんど普及せず、AXGPのみがSotfbank 4Gなどにて継続している。
なお、無線アクセス分野では2010年代、国際規格のモバイルWiMAX（および後継規格）が主流である。PHS、高度化PHSにおいてもモバイルデータ通信定額制など、無線アクセス的サービスも提供された。

#### スマートフォンの躍進
前述のように日本の携帯電話におけるインターネット接続サービスは、携帯電話では世界初のインターネット接続サービスとなった「iモード」や競合事業者の類似サービスにより、フィーチャーフォン上にて独自仕様として提供されていたが、キャリアによるスマートフォンへのシフトにより終焉を迎えることになる。
2006年、ようやく欧州で3Gサービスが立ち上がった。2007年6月、アップル社がAppストアによるアプリケーション市場の開放によって、スマートフォンを再定義したiPhoneで、まず北米で携帯電話市場に参入した。アップル社は、単に携帯電話市場に参入しただけではなく、iPhoneの持つ圧倒的な商品力を背景に、携帯電話産業の産業構造を変えることに成功した。すなわち、リベニュー・シェアリングモデル、携帯電話仕様決定権の事業者からの完全奪取、Appマーケットでのビリングおよび機器アクティベーションのアップル社管理などに代表される、従来のビジネス慣行の完全な書き換えである。
このiPhone第一世代モデルはGSMサポートのみであったため、日本への影響はほぼ皆無であった。しかし、2008年7月に第二世代モデルであるiPhone 3Gが世界同時発売され、日本においてもソフトバンクモバイル（後の新ソフトバンク）によるSIMロックつきでの独占販売がはじまると、iPhoneの普及が始まった。アップル社は日本国内の出荷数を公表していないが、市場調査会社MM総研によれば、2008年7月から2010年3月まででiPhone 3GとiPhone 3GSを合わせた累計出荷数は約230万台であった。アップル社は、ソフトバンクモバイルに対しても同じくビジネスモデルの書き換えを要求し、実現させた。
2008年10月に、Googleが開発するAndroidプラットフォームによる最初の携帯電話、T-Mobile G1（HTC製）がアメリカ合衆国で発表された。日本では、ドコモよりHT-03A（HTC Magicのドコモ版）が2009年7月より発売された。Androidはオープンソースであり参入の障壁がライセンスが必要な他のOSとは違い低かったため様々なメーカーが参入し、Android携帯電話がソフトバンクモバイルとNTTドコモより多数発売された。海外製のAndroid携帯電話の多くは、特定のキャリアのみに通用するような特殊仕様はほとんど除かれている。最後まで残ったKDDI・沖縄セルラー電話連合（各au）も、同キャリアのみの仕様を搭載させることのできる国内メーカーの協力により2010年11月26日に発売されたIS03（CDMA SHI03・シャープ製）で、ようやくスマートフォンを導入した。
三大事業者からスマートフォンが販売されるに及んで、従来の国内一社専用モデルの多機能携帯電話（ガラパゴスケータイ。以下ガラケー）からスマートフォンへの需要のシフトはより鮮明となった。MM総研による2010年度の国内携帯電話出荷台数推計では、スマートフォンは総計855万台で、前年比3.7倍、シェアは22.7%であった 2019年度のスマートフォン出荷台数は約2800万台であり携帯電話の出荷比率の89.7%を占めた。
スマートフォンは、ガラケーとは異なりバックグラウンドでも大量の通信を行うため、データ通信を定額で利用できるプランに事実上加入しなければならない。ガラケーではブラウザを利用したり、通信型ゲームアプリなどを利用しなければほとんど通信を行わなかったため、通話とメールが中心の多くのユーザーは月額1500円ほどで利用できていた。しかし、スマートフォンは同じ使い方でも6000円前後と4倍必要となる。そのためより多くの収入を通信キャリアが見込めるようになったことも、キャリアのスマートフォンシフトへ拍車をかけた。しかしながら、端末メーカーは既に海外メーカーに太刀打ちできず、事業からの撤退を重ねていった。

#### iPhoneの逆ガラパゴス化
日本市場はiPhoneが強いため、Apple側も日本市場に配慮した機能を付ける事がある。2016年、Apple Payの日本国内展開において、アップルはほとんど日本でしか普及していないFeliCaを採用し、国際規格（ISO/IEC 14443）をベースとするVisa payWaveやAmerican Express Contactlessなどの採用を当初は見送っていた（非接触ICカードも参照）。Apple Payで対応できるクレジットカードは、国内イシュアのものの一部に限定されている（国際ブランドによる限定があるわけではない）。

#### iPhoneの孤立
iPhoneは後発のAndroidスマートフォンの台頭により市場を独占するに至らなかった。iPhone以外の携帯電話やパソコン、ゲーム機などで広く採用され、事実上のデファクトスタンダードであるUSB Type-Cを採用せず、独自規格のLightningを続け、EUではType-C搭載が義務化された。また、多くの機器で利用されているロスレスオーディオコーデックであるFLACに対応せず独自規格のALACを採用したりしているため、他のAndroidスマートフォンやデジタル機器との互換性が低くなってしまっている。

#### その後のガラケー
スマートフォンが主流になって以降もガラケー需要はまだあり、2010年代ではスマホにガラケーの特徴を取り入れたガラパゴススマートフォン（ガラスマ）いうカテゴリーも出現（逆の意味として「グローバルスマートフォン」がある）しており、スマホ登場時には搭載されていなかった（ガラケーに搭載されていた）各種ガジェット類（おサイフケータイ、ワンセグ）等が実装されている。こうした機能を実装することで、ガラケーからスマホへの乗り換えの心理的ハードルを下げることに成功した。またスマホの抱える問題（バッテリーの持ちや維持費、タッチパネルへの抵抗感など）から、ガラケーの需要は依然として根強く残っており、ガラケーの長所はそのままに、Androidを搭載し、4G LTE、WiFi、テザリングにも対応する（ただし、WiFiとテザリングの対応に関しては一部機種に限り例外あり）など、各社ともスマホ特有とされていた機能を取り込んだ「ガラホ」を、細々とではあるが、ラインナップを残している。

#### スマートフォンの文字入力方式
日本語入力ではフィーチャーフォン時代のトグル入力に代わって、スマートフォンの普及に伴いフリック入力が一般化して広く利用されるようになったが、対して日本以外ではフリック入力はほとんど利用されておらず、実質的に日本語独自の入力方式となっており、スマートフォン端末における文字入力方式の面でもガラパゴス化している。
英語をはじめとしたラテン文字圏では、QWERTY配列などのソフトウェアキーボード入力が一般的で、さらに「スワイプ入力」（グライド入力・なぞり入力・ひと筆書き入力・ジェスチャー入力）と呼ばれる指を画面から離さないまま文字をなぞる入力方式が、素早い入力が可能なため広く用いられている。また、中国語圏ではQWERTY配列のソフトウェアキーボードによる拼音の入力（拼音入力方法）が、韓国語圏でもハングルを構成する部品である字母をレイアウトしたソフトウェアキーボードによる入力方法（2ボル式）が一般的で、いずれもスワイプ入力にも対応している。
その結果、日本語以外の主要言語では一般的となったスワイプ入力による入力方式が、日本語入力システムでは提供されない状況を生んでいるとも指摘されている。
また、日本以外で主流のQWERTY配列などのソフトウェアキーボード入力では小型端末だと入力操作が難しくなるためスマートフォン端末が大型化する傾向にあるものの、これに対して日本ではフリック入力が主流となったことから小型のスマートフォン端末が好まれるなど、端末の選好性にも影響を及ぼしている。

#### 韓国における携帯電話
韓国では、2.5世代と定義されるアメリカのクアルコム（Qualcomm）社のcdmaOne（IS-95）という方式を全面的に採用して孤立状態から脱却したのを契機に、サムスン電子やLG電子などが北米市場の参入に成功し現在の成功のもととなった。さらに、3Gの時代になって、日本と諸外国で共通のエアインタフェースが使われるようになっても日本メーカーの世界進出はきわめて不振であり、デンソー、三菱電機、パナソニック、東芝（のちに同社の携帯電話事業は富士通東芝モバイルコミュニケーションズを経て富士通モバイルコミュニケーションズへ移管）、NEC、カシオ計算機などは撤退に追い込まれた。
携帯電話IP接続サービスも日本と同時期に始まっていたため、同様にガラパゴス化して競争力を失う可能性もあったが、固定回線インターネットやインターネットカフェが先に広まっていたことで人気を得られず、結果的に阻止された。

### PHS、コードレス電話
携帯電話のように使える公衆PHSおよび固定回線電話機のコードレス子機として使える自営PHSとして、日本独自規格のPHSが展開された。しかし家庭用電話機の子機としてのPHSの利用は縮小し、2.4GHz帯デジタルコードレス電話が普及した。2010年代頃から、デジタルコードレス電話の新方式として、ヨーロッパで普及しているDECTが日本にも導入され一定の普及を見ている。また、2020年、携帯電話と同様のTD-LTE互換コードレスが策定、開発中である（日本向けTD-LTEコードレスを「sXGP」と呼んでいるが、国外ではほぼ通用しない）。
ただし、DECTやTD-LTE方式（sXGP）の場合については、PHS向けの電波帯域を共用することから、一部改修された日本向けの電波規制規格に則っており、日本国外のこれらの方式の機器がそのまま利用できるわけではない。sXGP方式については、公衆用LTE端末（所謂一般のスマートフォン）との技術共通性が高い事からローカル5Gとしての展望もある。

### デジタルラジオ放送
デジタルラジオ放送は地上・衛星とも日本では殆ど普及せず、ヨーロッパから遅れてi-dioを立ち上げたものの、市販端末が終に市販されないまま2020年3月に放送サービス自体の終了をみた。ヨーロッパ市場では、山進電子などの台湾発メーカーの後塵を拝している。

### テレビ
2000年代以降、日本や欧州のテレビメーカーは安価な韓国や中国勢に急速に世界シェアを奪われていった。
諸外国ではケーブルテレビやセットトップボックスを通じてテレビを見ることも多く、テレビはモニターとしての性格が強かったため、日本のデジタルテレビのような高機能は必要とされず、同じ解像度でも2000年代後半では日本市場価格の半額程度の機種も多かった。

#### デジタルテレビ放送
世界的には欧州を中心にDVBの採用国が多いが、北米ではATSC、中国ではDTMBなど、地域によって様々な通信方式が用いられている。日本発のデジタルテレビの規格であるISDBは、ブラジル、ペルー、アルゼンチン、チリ、ベネズエラなど南米大陸の多く、フィリピンなど、それなりに国際的に普及させることができた。しかし、普及しているのは、映像のコーデックにH.264を採用するなど改良を加えた、ブラジルから採用されたISDB-T Internationalであり、衛星放送向けのISDB-S、地上デジタルテレビ向けのISDB-Tは事実上日本だけの規格となっている。
また日本の地上デジタルテレビ放送が限定受信システム（CAS）として採用しているB-CASや地上RMP方式は完全に日本独自の規格である。

#### 端子
オーディオ・ビジュアル機器業界においてD端子という日本独自の規格が開発されたことにより、日本ではコンポーネント端子があまり普及しなかった。

### カーナビゲーションシステム
日本は名前のない道路が多く、住所の記述から場所が明確に特定できないだけでなく、道路が狭く入り組んでおり、トンネルも多く高速道路が有料なためカーナビのニーズが高い。これを背景に日本が世界に先駆けてカーナビを商品化した。またこのような高いニーズを背景に日本では高価（数十万円）で高機能なインダッシュ型のカーナビゲーションシステムが圧倒的なシェアを1990年代まで保持しており、どのメーカーも国内市場に合わせてそのような商品開発に終始していた。
一方の欧米は日本と異なり、住所さえ分かれば確実にすべての住居や建物の正確な位置を一瞬で特定できる。よって、普通の道路地図があればほとんどの場合はこと足りる。北米はともかくヨーロッパでは道の入り組んだ古い町並みが存在するため、カーナビの用途は（地図を引く手間が省けるという程度）存在したが、日本の数十万円もする高価なカーナビは一部の高級車のオプションとしてしか普及しなかった。
2000年5月、米国国防総省がGPS上のSA（Selective Availability、精度劣化措置）を停止。これにより、GPS単独での位置精度がそれまでの100メートル程度から10メートル程度へと飛躍的に向上した。これによってヨーロッパ市場では2005年ごろから、ガーミン、TomTomといったメーカーにより、GPSによる場所の特定と道順の指示だけで、トンネルに入ると機能しなくなると言った簡易的な機能を持つ、数万円程度のポータブルナビ（PND）が登場する。本体が小型軽量であり、自動車のダッシュボードへの取りつけ・取り外しが容易にでき、持ち運びがしやすい。さらに、自動車に限らず自転車や歩行時にもナビ装置としての利用が可能である。まずヨーロッパで市場普及が進み、その後北米にも展開した。
さらに日本国内でも低価格PNDの流入や、国内メーカーの参入が相次ぎ、これまでの高級・高機能カーナビの市場を蚕食している。
さらに追い打ちをかけ、携帯電話の市場では2010年代に入り、GPSや慣性航法センサ類を搭載した高機能なスマートフォンの席巻を見るとともに、Google マップ（無料提供）を代表格とする、簡易型カーナビを含めた統合ナビゲーションアプリが普及した。
ポータブルナビ（PND）の流入や、スマートフォンによるカーナビの代替による市場蚕食により、従来の高級・高機能カーナビ市場はますますガラパゴス化の度合いを強めており、カーナビ専用機市場の今後の見通しが不透明さを増している。しかし、競争が激化しカーナビゲーション機器が5万円程度から購入できるようになったため、日本国内の自動車での装着率は年々高まってきている。

#### 道路交通情報通信システム
前述のカーナビゲーションシステムと連携し交通情報を提供するシステム、道路交通情報通信システム（VICS）についてもガラパゴス化が指摘されている。FM多重放送や、路側設置の光ビーコン、果てはDSRCによるETC2.0など、官民一体となって日本独自の交通情報提供システムを構築しているが、多言語化を想定してないことや、世界的には交通情報提供におけるフォーマットはTPEGなどがあり、マルチメディア放送との絡みにおいて、互換性がない一連のVICSの方式はやはりガラパゴス化が予想されている。

### 非接触ICカード
急拡大を続ける日本の非接触ICカード（特に電子マネー）市場であるが、非接触ICカードによる電子マネーを運営する日本の会社の大半がFeliCaを採用している。しかしFeliCaは近距離無線通信（NFC）の国際標準規格であるISO/IEC 14443（特にその中でも普及率の高いType A）と直接的な互換性を持たないため、ガラパゴス化が懸念されている。
FeliCaは性能面でも、日本のラッシュ時に自動改札で乗客が滞留しないこと、複雑な連絡運輸にも対応し瞬時に料金が計算できることなど高い性能を持つが、逆に日本以外ではそこまでの高い性能は要求されないことが大半で、欧米ではバリューエンジニアリングの観点から過剰性能とみなされていることも指摘されている。
その結果、日本ではFeliCaとISO/IEC 14443 Type Aに対応させると予想されているのに対して、諸外国ではType Aしか対応しないとの主張がある。実際ポストペイの世界では、MasterCard陣営が当初よりType AベースのPayPass（現・Mastercardコンタクトレス）を展開しているほか、Visa陣営も日本勢の一部がFelicaベースのVisa Touchを採用したものの、のちの世界展開ではType AベースのVisa payWave（現・Visaのタッチ決済）が採用されるなど、非接触ICカード決済ではType Aベースの決済が世界的に主流となっている。
しかしながら、FeliCaやISO/IEC 14443に対して上位互換となる国際標準規格としてISO/IEC 18092が制定されており（さらにその後ISO/IEC 21481へと発展）、2010年代後半からはAppleとGoogleもApple PayやGoogle PayにFeliCaを対応させており、この懸念は杞憂との見方もある。一方でおサイフケータイの低迷に失望した日本企業離れも起きている。

### 兵器
自衛隊は法的な制約が大きいため活動に多くの制約があるが、特に防衛装備品（＝武器・兵器）に関しては救難飛行艇や4発エンジンの哨戒機など防衛省のニーズに合わせた専用品が多く、武器輸出三原則により輸出がほぼ不可能なため製造数が少なく価格が上昇しがちであった。また海外製装備の輸入も商社に依存していることから、世界のスタンダードとかけ離れガラパゴス化しているという指摘がある。

### 自動車・オートバイ産業

#### 日本独自の主な自動車文化
自動車に関して、日本独自でガラパゴス的であると指摘されるものとして、軽自動車、5ないしは7ナンバー/4ないしは6ナンバー車（いわゆる小型自動車で、道路交通法による普通自動車に該当する車）の存在、カーナビの高い普及率、軽自動車を除くスライドドアを採用した一部の5人乗りのハイトワゴン型乗用車（2023年現在新車として販売されている車種での例：トヨタ・シエンタ5人乗りモデル、スズキ・ソリオ/三菱・デリカD:2、ダイハツ・トール/トヨタ・ルーミー/スバル・ジャスティなど）、ドアの開くタクシー、有人フルサービスのガソリンスタンドなどが挙げられることがある。
なお、軽自動車については従来、海外向けモデルは排気量を概ね1,000ccから1,500ccに拡大して販売するのが一般的だったが、現在では国内規格の660ccエンジンのままで海外生産もされており、今後の新興国攻略の鍵となるとの議論もある。
2010年代より電気自動車産業が急速な盛り上がりをみせており、自動車メーカーは電機産業を反面教師としガラパゴス化に警戒している。

#### 5ナンバーサイズ車（小型自動車）

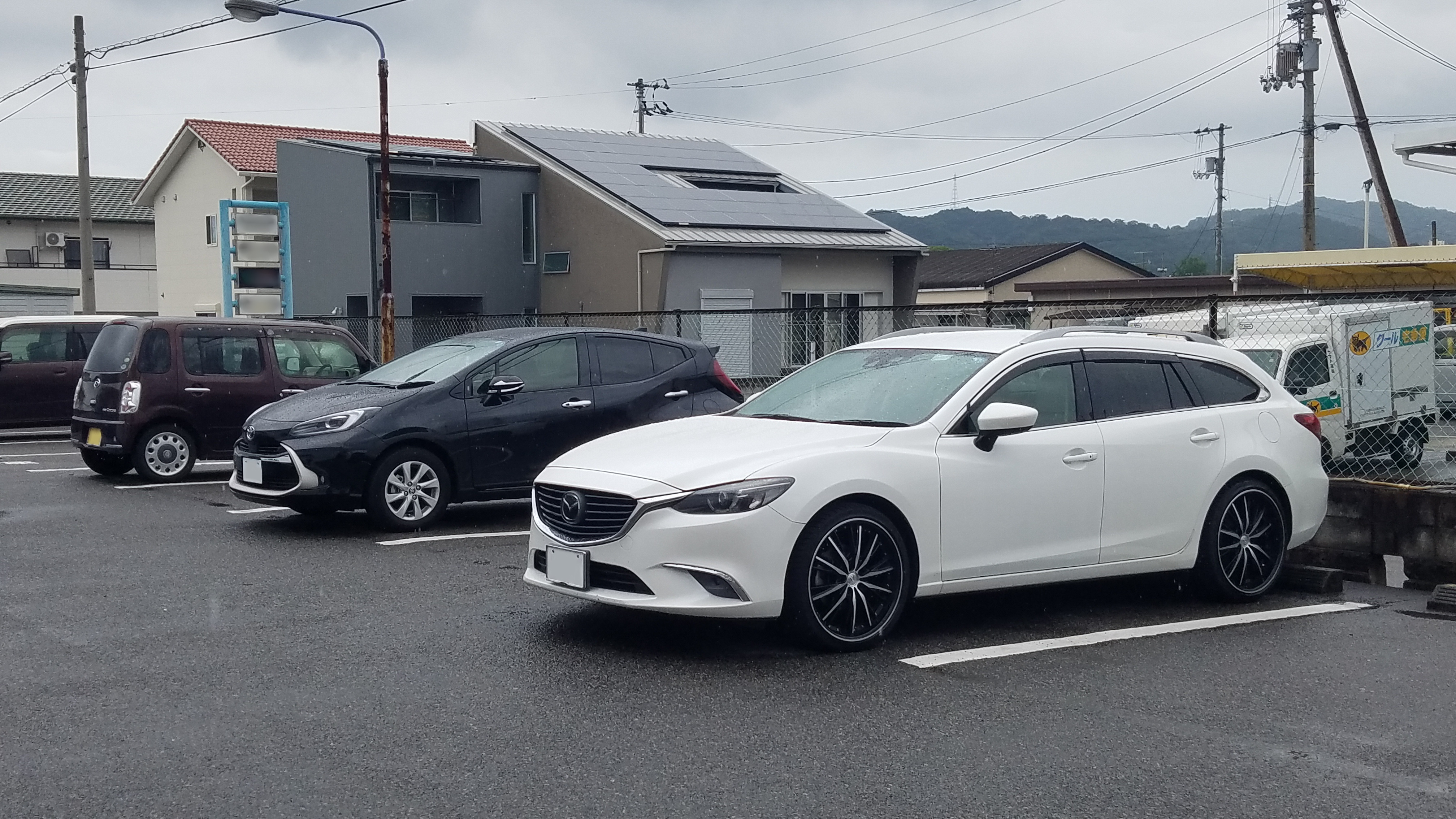
2020年代の日本で3ナンバー車の扱いに苦慮することを示した画像。特にEセグメントですら5ナンバーサイズだった時代に建設された古い駐車場は、登録車用スペースでも2010～20年代の大衆車に対しては完全にサイズ不足となりがちである。
(1990年代までは5ナンバーサイズだったDセグメントのマツダ・アテンザは完全にフロントオーバーハングがはみ出してしまっている｡それどころかBセグメントであるトヨタ・アクアですらギリギリである。)

1989年以前は3ナンバー車の自動車税が一律に高額（そのためクラウン、セドリック、デボネアといった現在のEセグメントに相当する車種にさえ5ナンバー仕様があった）だったことに起因して、当時の自動車インフラは｢5ナンバーサイズ車（分類番号の上一桁が5・7の乗用車、または4・6の商用車）｣を基準に作られることが多かった。
日本国内では5ナンバーサイズを基準にしたインフラ（狭い道路、駐車場など）や車庫などが建て替えられることなく現存している(ともすれば新造時にも形骸化して残っている)。このため、1990年代に3ナンバーの税金が下げられ、各社が海外と同じ3ナンバーサイズのセダンを投入したところ、これが裏目に出て不人気となり、日本におけるセダンは海外より一足早く衰退期に入った。
1990年代以降の軽自動車人気の中でも「5ナンバーサイズ車」への需要は依然として根強く残っている。そのため、全幅が1,700mm以上に達した3ナンバー車、および1ナンバー車の普及が進んでいた1990年代後半以降においても、たとえばトヨタ・プログレの「小さな高級車」というキャッチコピーやカローラルミオンを除く日本国内市場向け10代目トヨタ・カローラシリーズ（初代カローラアクシオ/2代目カローラフィールダー）の「新しい尺度。」、後期型トヨタ・ベルタの「ジャストなセダン、誕生。」、トヨタ・ラッシュの「見晴らしのいいコンパクト（SUV）」、2代目トヨタ・アクアの「どんな時にも、どんな人にも、いい。」、初代ホンダ・フリードの「ちょうどいいミニバン」、2代目ホンダ・インサイトの「寸尺(サイズ)に収める、という美学。」などといったキャッチコピーのように、5ナンバーサイズであることを明確に売りにした車種も少なくない。
しかし、AセグメントからBセグメントのコンパクトカー（ハイトワゴンを含む）と、ごく一部を除く3列シートミニバン以外のジャンルにおいて、5ナンバー規格の車種は年を追うごとに減少する一方であり、特に教習車専用車種（例・マツダ教習車など）を除く小型セダン、および小型ステーションワゴン、小型SUV（CUV含む）に関しては、2023年9月現在の時点で新車で購入可能な車種が前者がトヨタ・カローラアクシオEX、中者がトヨタ・カローラフィールダーEX、後者がダイハツ・ロッキー/トヨタ・ライズ/スバル・レックスとスズキ・イグニス、スズキ・クロスビー、スズキ・ジムニーシエラの計8車種（OEM含む）ぐらいしかなくなっている。これは、1990年代にはDセグメント以上、2000年代にはCセグメントの各車種が、2010年代にはBセグメントの各車種、さらに2020年代には（軽自動車を含まない生粋の）Aセグメントの各車種や国内専用車として開発された総排気量2,000cc未満の3列シートミニバン（例・トヨタ・ノア/ヴォクシー、ホンダ・ステップワゴンなど）が前者が「世界戦略車」の名のもとに、後者が「衝突安全性能の向上」を理由に車体の全幅の拡大を断行し、それぞれ大型化（あるいはグローバル化）したためである。

#### 原動機付自転車
日本における原動機付自転車（原付一種）、すなわち排気量が50cc未満のオートバイは日本以外では主流ではなく、海外では125cc程度の排気量の機種が主流である。現在は2段階右折が不要で、2人乗りも可能であり維持費が安いために、国内でも50cc-125ccまでの小型自動二輪車が人気を集めている。
2020年以降のオートバイほか欧州基準の排ガス規制「ユーロ5」に日本も追随する関係上、小排気量の50cc未満のガソリンエンジンは規制も絡めますますガラパゴス化の様相を強め、新しい排ガス規制を満足し性能維持しつつ大量生産を維持できるか危ぶまれている。さらに以前よりヘルメット規制、都市部での駐車違反金適用厳格による利便性の低下も追い打ちを掛けている。
なお2023年7月から「特定小型原動機付自転車」として運転免許およびヘルメット不要（努力義務）の制度が開始された。電動キックボードを念頭としたこの規制だが、欧州の都市部（米国はそもそも四輪自動車社会で需要がない）でも電動キックボードは安全性など種々の問題を抱えるとして規制強化の方向に向かっている。

#### アメリカのSUV
イギリスのフィナンシャル・タイムズが、ガラパゴス化をガラパゴスシンドローム（syndrome：好ましくない社会事態）と表現し、一例として北米の自動車市場の独特の発展を挙げている。その記事では、「アメリカの自動車産業はガラパゴスシンドロームに苦しんでいるとずっと主張されている。というのは、その製品が世界の他の地域から孤立して進化してきたからだ」と述べている。これは北米でのSUV（Sport Utility Vehicle）の人気に言及したもので、ガソリン税の安さにより燃費に敏感でないこと、SUVは車種の定義上は業務用となるため自動車税が優遇されていること、広い道路とハイウェイを背景とするアメリカ消費者の大型車好みなどの事情から爆発的に売れたが、石油価格の上昇によるガソリン価格の上昇と、リーマン・ショック以降の急速な不景気により、その販売（金融危機により車のローンが組めなくなったことも一因）が急速に縮小し、SUV（ひいては、北米市場）に大きく依存していたアメリカのビッグスリーのうち、GMとクライスラーの二社が連邦倒産法第11章の適用を申請するまでに至った。

## バズワード化
「ガラパゴス化」とは本来、前述のように世界の潮流、「デファクト」から取り残されて、日本国内の独自規格（おもに技術面）が不利になる現象を言うが、単に日本国内の独自性が高い制度や文化に対して批判的な文脈としてバズワード的な用法も見られる。また、グローバル化に対する賛否それぞれの立場からもバズワード的に用いられる。

#### 税務調査
税務調査においては、さまざまな事実認定や法律解釈などが独自に進化しており、ガラパゴス化しているとの指摘がある。例としては重加算税の取り扱いが、法人税調査と所得税調査で異なることなどが挙げられる。

#### 酒税
発泡酒や第三のビールはガラパゴス商品との指摘もある。
日本の酒税法では様々な経緯から、焼酎を大衆酒と位置付けて低税率とし、ウイスキーやブランデーなどの洋酒は高級酒とし高税率としており、アルコール度数に比例しない税率として日本国外から非関税障壁との批判を受けている。またビールのように長期間税率が固定されているあおりを受け、メーカーから発泡酒や第三のビールのような法律の隙間をついた『節税ビール』が登場し、普及するたびにピンポイントで課税したり酒類の定義を調整するなど場当たり的な改正を行っている。この結果、一部の酒類のみ定義が複雑化するなどの歪みが生じている。

#### ゲームソフト
日本のゲーム業界はアーケードゲームで培ったノウハウを先駆けに、その後に任天堂が家庭用ゲーム機で世界を席巻し、一時期は世界のゲーム市場をほとんど牛耳るほどの勢いであった。しかし2010年代には日本のゲーム業界の停滞と行き詰まりが囁かれ、この理由のひとつに日本のゲーム市場の特異性として、世界的にファーストパーソン・シューティングゲーム（FPS）やリアルタイムストラテジー（RTS）と呼ばれるタイプのゲームがヒットするが、日本ではアニメやマンガに近い世界観を描くロールプレイングゲーム（RPG）などが人気だったこと、携帯型ゲーム機市場が根強いこと、PCゲーム市場が小さいことが挙げられた。
2000年代になるとPCゲーム中心のオンラインゲーム市場に出遅れ、米国や韓国からの上陸が相次ぐ。2010年代に入ると日本のゲームのガラパゴス化が危惧されるようになり、その後PCゲームから発展したeスポーツが流行すると、膨大なコンテンツを有するにもかかわらず出遅れる事態を招いた。こうして2020年代までにPCゲーム、スマートフォン向けゲーム分野の急成長に乗り遅れる結果となった。
一方、家庭用ゲーム機分野ではいまだに日本はゲームの輸出大国であり、Nintendo Switchの記録的な大ヒットや世界中で長期間人気が続いている ポケットモンスターシリーズなど、日本のゲームは世界市場で未だ健在である。世界で一定のシェアを獲得しているXbox系列は、日本で販売不振に至っている。

#### アニメーション
世界では実写映画と同様に毎秒24フレーム固定で場面を描写するフル・アニメーションが一般化していたのに対して、日本では制作コスト低減のため虫プロダクションが導入したリミテッド・アニメーションが主流になり、その後は動きの乏しさを補うようにして記号化したキャラデザインや、止め絵やフレームレート増減を活用した緩急を付けた動きや、複雑なストーリー展開が進化した結果、世界でも従来からの「カートゥーン」とは異なる「アニメ」という独自の分野として認知されるようになった。
インターネット配信の普及や、国内市場の成長鈍化および海外市場の成長に伴い、海外の視聴者のニーズを汲み取った作品作りができていないことへの危惧感もある一方、日本アニメはむしろそのガラパゴス性により海外においても高い人気を得て、また文化の輸出を担ってきたとも論じられる。